# Tanzsportverein
Ein Tanzsportverein oder Tanzsportklub ist ein Sportverein, der Paare oder Vereinsmannschaften (z. B. Formationen) für den Tanzsport aufstellt. Die Konstitute für Sportvereine gelten auch für Tanzsportvereine: Gemeinnützigkeit und sportliche Fairness.
Der Name eines Tanzsportverein setzt sich zumeist aus einer Abkürzung (z. B. TSC), einem Namensrelikt (z. B. Boston) und dem Ortsnamen oder dem Namen des Stadtteils, in dem der Verein ansässig ist, zusammen.
Tanzsportvereine sind in Deutschland im Deutschen Tanzsportverband (DTV), in Österreich im Österreichischen Tanzsportverband (ÖTSV) und in der Schweiz im Schweizer Tanzsport Verband (STSV) organisiert und bestreiten sowohl für verschiedene Altersgruppen (Startgruppen) und Leistungsbereiche (Startklassen) Paartanz als auch in Ligen und Pokalserien sportliche Wettbewerbe.